# Шведска на Летњим олимпијским играма 1896.
Шведску делегацију на првим Олимпијским играма 1896. у Атини представљао је један спортиста. Он је учествовао у 5 дисциплина у два спорта. Шведска је била једна од четири земље учеснице Олимпијских игара 1896. које нису освојиле ниједну медаљу: Италија, Чиле и Бугарска.
Шведски спортиста Хенрик Шеберг се такмичио у атлетици у 4 дисциплине: трци на 100 метара, скоку удаљ, скоку увис и бацању диска а у гимнастици у прескоку.

## Резултати по дисциплинама

### Атлетика
| Дисциплина   | Место | Атлетичар     | Предтакмичење | Финале               |
| ------------ | ----- | ------------- | ------------- | -------------------- |
| 100 м        | -     | Хенрик Шеберг | непознато     | није се квалификовао |
|              |       |               |               |                      |
| скок удаљ    | 5-9   | Хенрик Шеберг | није било     | непознато            |
|              |       |               |               |                      |
| скок увис    | 4     | Хенрик Шеберг | није било     | 1,60                 |
|              |       |               |               |                      |
| бацање диска | 5-9   | Хенрик Шеберг | није било     | непознато            |

### Гимнастика
| Дисциплина | Место | Гимнастичар   |
| ---------- | ----- | ------------- |
|            |       |               |
| Прескок    | –     | Хенрик Шеберг |